# Besse Cooper
Besse Berry Cooper, nascida Besse Berry Brown (Sullivan, Tennessee, 26 de agosto de 1896 – Monroe, Geórgia, 4 de dezembro de 2012) foi uma supercentenária norte-americana que foi a pessoa mais idosa do mundo (decana da Humanidade) depois da morte de Maria Gomes Valentim, em 21 de junho de 2011.
Besse Cooper ocupava o oitavo lugar como pessoa mais velha de sempre.

## Biografia
Nascida Besse Brown no condado de Sullivan, estado do Tennessee, terceira filha entre oito irmãos. Ela terminou os estudos na escola East Tennesse Normal School e era professora em seu estado, depois se mudando para a Geórgia. Ela deu aulas na Between School em Between, Geórgia.
Besse, com a morte de Maria Gomes Valentim em 21 de junho de 2011, tornou-se Decana da Humanidade, a pessoa viva mais idosa do mundo. Em seu 114º aniversário, tinha quatro filhos, onze netos, quinze bisnetos e um trineto. Faleceu em 4 de dezembro de 2012 aos 116 anos e 100 dias.
Com a morte de Besse, o título de pessoa mais velha do mundo foi repassado a Dina Manfredini, residente no Iowa, nos Estados Unidos. Dina faleceu em 17 de dezembro de 2012, sustentado o título por apenas 13 dias.